# 스푸트니크 3호

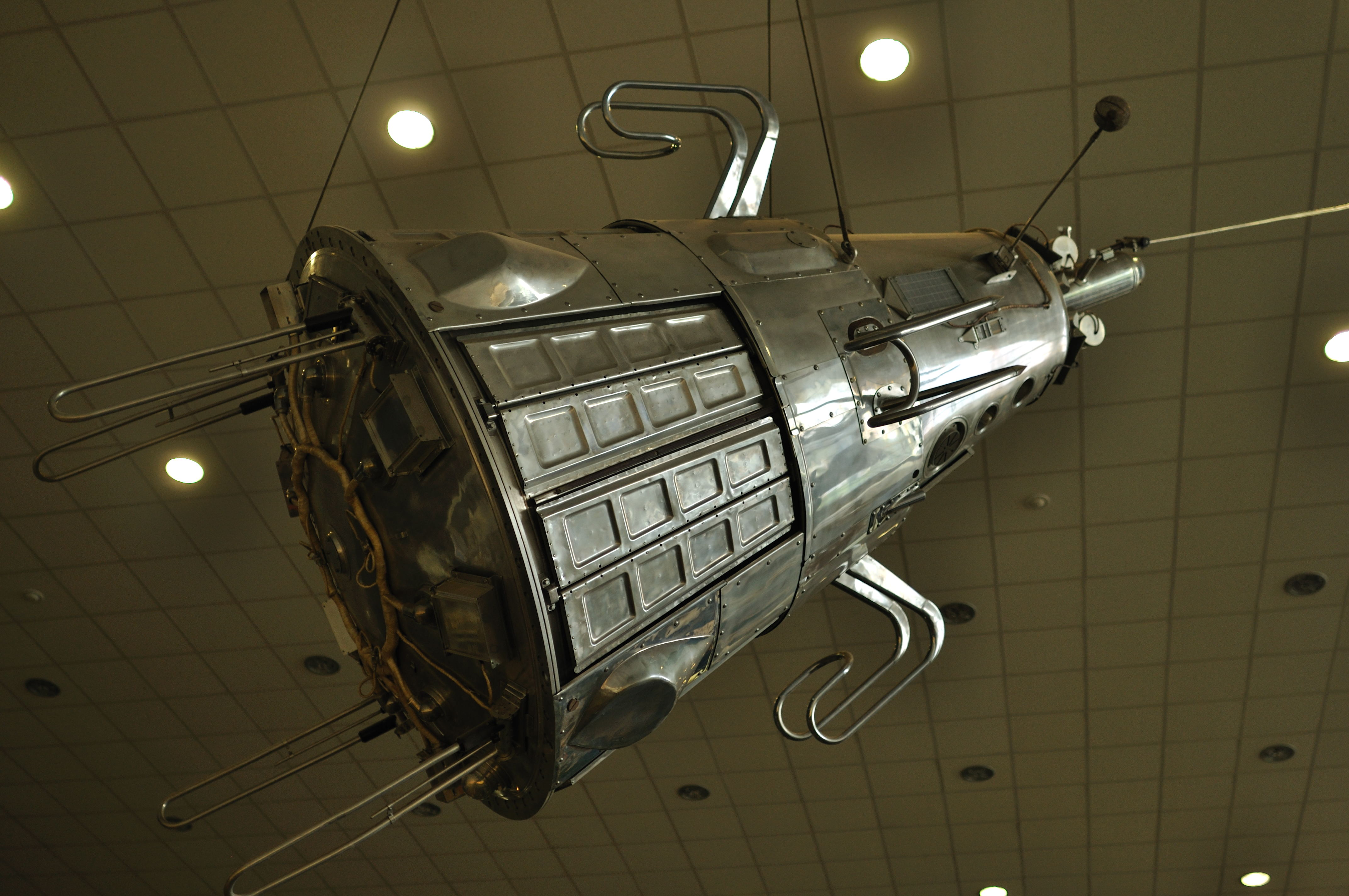
스푸트니크 3호

스푸트니크 3호(Спутник-3)는 소련의 인공위성으로 1958년 3월 15일 ICBM R-7 세묘르카에 실려 바이코누르 우주기지에서 발사됐다. 중간권 등의 고도에서 사용될 지구물리학 실험 장비들을 탑재했다. 1958년에 발사된 소련의 유일한 인공위성인 스푸트니크 3호는 동년 7월 26일 미국이 쏘아 올린 익스플로러 4호가 25.5kg에 불과했던 데 반해 무게가 1,327kg이었다. 정식으로 스푸트니크라는 이름이 붙은 마지막 비행체다.